# 鄂拓克
鄂托克，或译鄂拓克，是历史上蒙古高原和新疆地区游牧部族的基本行政单位。元朝灭亡後（都沁·都尔本时期），蒙古大汗统治的东部蒙古被分为六个万户（土绵），每个万户分为若干鄂托克，鄂托克则由多个“都沁”组成。清代布鲁特（柯尔克孜部族联盟）则分为多个互不隶属的鄂拓克，鄂拓克首领称“比”，鄂拓克下设多个“爱曼”（氏族）。

## 语源
“鄂托克”或“鄂拓克”（羅馬化：otog）均是音译名，在蒙古语中意为“营”或“部”。苏联学者弗拉基米尔佐夫等考证，该词最初源自粟特语“otak”，原意为国土、地域；内蒙古学者胡·阿拉腾乌拉则认为该词包括粟特语的“otak”均源自匈奴语的“瓯脱”，原为匈奴的一级社会治理组织。

## 蒙古族
在现代蒙古语中，“鄂托克”仅出现在鄂托克旗和鄂托克前旗的专名中。但蒙古统一前，“欧脱克”被用来指称各个氏族游牧时驻扎的营盘，也被称为“库伦”。蒙古帝国成立后，“欧脱克”主要被用于狩猎活动中，专指狩猎时的营地。元代，有若干商人组成的联合性经商组织也被称为“欧脱克”。北元灭亡后，蒙古帝国原本实行的十户、百户、千户（明安）、万户（土绵）四级军政组织体系崩溃解体，千户（明安）被“鄂托克”取代，由若干鄂托克构成土绵或称“兀鲁思”。鄂托克则由爱马克（氏族）组成，具有以地域为基础的明显性质，是社会和经济活动的基本单位，所有蒙古人都被要求必须属于某个鄂托克。
明代蒙古各部的封建领主集团大小不一，但每个封建领主都拥有一定的领地和“阿寅勒”（指“牧户”）。大领地叫做“兀鲁思”（本意为“人们”，指各万户独立後形成的汗国），由大的部落集团构成，并以该集团中强大部落名称为该兀鲁思名称。兀鲁思可以分成若干互相联合的、大的阿寅勒群，这些阿寅勒群在一块共同的土地上游牧，首领为这块土地的世袭领主，该首领隶属于兀鲁思领主，这种阿寅勒联合体被称为“鄂托克”。一家一户的阿寅勒是鄂托克之中基本的经济单位，他们要提供赋税和兵役。作为军事组织单位，由鄂托克成员中的壮丁组成的武装集团叫“胡硕”（本意为“突出部、尖头”，清代译为旗）。每一个鄂托克根据人口多少，提供人数不等的胡硕队伍。同时期，蒙古各部还存在艾马克，艾马克和鄂托克的主要区别是：艾马克不仅以地缘关系为基础，而且必须属于同一的亲族集团。鄂托克则只以地缘关系为基础，阿寅勒之间不一定存在着亲族关系。
达延汗统一东部蒙古后，曾将东部蒙古分为6个万户，每个万户下辖多个鄂托克，鄂托克的长官（诺颜）叫宰桑（寨桑），负责管理鄂托克内部的一切军事、经济和行政事务。鄂托克则由多个“都沁”组成。“都沁”意为四十，但作为一级行政建制，通常由几十户或数百户组成，首领称“特穆齐”。都沁类似于后世的“苏木”，而特穆齐则与“苏木佐领”相当。“都沁”下设“好仁”（二十），由“喜古冷诺颜”主管。“好仁”下设十户，每个十户也设有一名首长。在明代汉语资料中，鄂托克也被称为“营”。
清朝统一内外蒙古后，取消了原本的“土绵”、“鄂托克”制度，在地方分属内外扎萨克旗和内属蒙古旗，将本指“鄂拓克”的军事组织的“胡硕”（hoxuun）一词与满语“固山”（gusā）一词对应起来并汉译为“旗”，“鄂托克”被“胡硕”（旗）所取代。
| 翼   | 万户                           | 鄂托克数量 | 细分 | 鄂托克名称 | 信息来源     |
| ---- | ------------------------------ | ---------- | --- | --- | ------------ |
| 左翼 | 察哈尔（插汉）                 | 8          | 左翼（山阳察罕儿）四部                                                                                                 | 阿剌处（阿喇克卓特）、敖汉、乃蛮（奈曼）、主亦惕                                                                                           | [ 2 ]        |
| 左翼 | 察哈尔（插汉）                 | 8          | 右翼（阿鲁察罕儿、山阴察罕儿）四部                                                                                     | 浩齐特、乌珠穆沁、苏尼特、克什旦（克什克腾）                                                                                               | [ 2 ]        |
| 左翼 | 喀尔喀（罕哈）                 | 12         | 内喀尔喀五部 | 扎鲁特、巴林、翁吉剌特（弘吉剌）、巴岳忒（巴岳特）、乌济叶特（乌齐叶特）                                                                   | [ 2 ] [ 7 ]  |
| 左翼 | 喀尔喀（罕哈）                 | 12         | 外喀尔喀七部 | 札剌亦兒、別速惕、額勒吉斤、郭爾羅斯、呼黑特、哈答斤、兀良哈                                                                               | [ 2 ] [ 8 ]  |
| 左翼 | 乌梁海（兀良哈）               | 10         | （具體屬部不詳，達延汗駕崩之後因叛亂被滅）                                                                             | （具體屬部不詳，達延汗駕崩之後因叛亂被滅）                                                                                                 | [ 2 ]        |
| 右翼 | 鄂尔多斯（阿尔秃斯、阿儿秃斯） | 12         | 哱合厮（孛合厮）、偶甚（乌审）、叭哈纳思、打郎（达拉特）                                                               | 哱合厮（孛合厮）、偶甚（乌审）、叭哈纳思、打郎（达拉特）                                                                                   | [ 2 ] [ 6 ]  |
| 右翼 | 土默特                         | 12         | 左翼 | 蒙古勒津（满官嗔、蒙古真、蒙郭勒津）、巴林、麻古明安（茂明安、毛明暗）、达拉特（打郎）、杭锦                                               | [ 9 ] [ 10 ] |
| 右翼 | 土默特                         | 12         | 右翼 | 多罗土闷（多伦土默特、多罗土蛮）、畏吾儿（畏吾儿沁）、兀甚（乌古新、兀慎、乌审）、叭要（巴岳特、摆要）、兀鲁（乌鲁特）、王吉喇（弘吉喇特） | [ 9 ] [ 6 ]  |
| 右翼 | 永谢布（应绍不）               | 10         | 阿速（阿苏特）、哈喇嗔（喀喇沁）、舍奴郎、孛来、当剌儿罕、失保嗔（锡包沁）、叭儿廒（巴儿忽）、荒花旦、奴母嗔、塔不乃麻 | 阿速（阿苏特）、哈喇嗔（喀喇沁）、舍奴郎、孛来、当剌儿罕、失保嗔（锡包沁）、叭儿廒（巴儿忽）、荒花旦、奴母嗔、塔不乃麻                     | [ 6 ]        |

## 柯尔克孜族
鄂拓克（准噶尔蒙古语：ᡆᡐᡆᡎ otoq；俄语文献：племя）是清代布鲁特的一个社会组织层级，即部落，同时也是部落长的称号。魏源《圣武记》卷四中记载“布鲁特分东西部，东部五，西部十有五。东部在天山北，准部之西南，近葱岭，距伊犁千四百里。每部长皆以鄂拓克为名。”
18世纪初，柯尔克孜族社会仍处于封建农奴制阶段，以游牧畜牧业为主，社会组织为以父系血缘关系为纽带的氏族部落制。柯尔克孜族人共同居住和劳动的基层单位称“阿寅勒”，一般包括5至7个牧户（帐户），有固定的名称和牧场，在农牧生产和狩猎时，成员在头人（巴什）的主持下彼此协助。若干阿寅勒组成“爱曼”（氏族，穆麟德轉寫：aiman，与上面的ۇرۇۇ是同根异读词；俄语文献：род），爱曼的头人称“阿合拉克齐”。若干“爱曼”组成“鄂拓克”，鄂拓克的首领称“比”，地位相当于维吾尔族中的“伯克”，或比伯克地位略高。每位比管领爱曼的数量从十几个到三十几个不等。清代柯尔克孜族有19个鄂拓克，分別是：冲巴噶什、希布察克、萨尔特、奈曼（乃蠻后裔）、喀尔提锦、提依特、图尔额依格尔、苏勒图、岳瓦什、额德格讷、察哈尔萨雅克、萨雅克、巴斯奇斯、蒙额勒多尔（蒙科尔多尔）、色勒库尔、奇里克、胡什齐、萨尔巴噶什、诺依古特。
1884年新疆建省后，柯尔克孜族传统氏族部落逐步解体，地缘关系取代血缘关系成为社会组织的基础，阿寅勒变成单纯的生产组织。1930年代，柯尔克孜地区全部被纳入县、区、乡和村各级行政管理体系，头人不再负责处理阿寅勒成员之间和阿寅勒之间的重大问题。氏族部落组织消失后，部落观念和部落头人的影响仍然长期存在，尤其是在牧区表现比较明显。

## 阿尔泰族
鄂拓克（准噶尔蒙古语：ᡆᡐᡆᡎ otoq），古阿勒坦淖尔乌梁海部落行政区。